# Pakeha (genre)
Pour les articles homonymes, voir Pakeha.
Genre
Pakeha est un genre d'araignées aranéomorphes de la famille des Cycloctenidae.

## Distribution
Les espèces de ce genre sont endémiques de Nouvelle-Zélande.

## Liste des espèces
Selon World Spider Catalog (version 18.5, 20/11/2017) :
- Pakeha buechlerae Forster & Wilton, 1973
- Pakeha duplex Forster & Wilton, 1973
- Pakeha hiloa Forster & Wilton, 1973
- Pakeha inornata Forster & Wilton, 1973
- Pakeha insignita Forster & Wilton, 1973
- Pakeha kirki (Hogg, 1909)
- Pakeha lobata Forster & Wilton, 1973
- Pakeha manapouri Forster & Wilton, 1973
- Pakeha maxima Forster & Wilton, 1973
- Pakeha media Forster & Wilton, 1973
- Pakeha minima Forster & Wilton, 1973
- Pakeha paratecta Forster & Wilton, 1973
- Pakeha parrotti Forster & Wilton, 1973
- Pakeha protecta Forster & Wilton, 1973
- Pakeha pula Forster & Wilton, 1973
- Pakeha stewartia Forster & Wilton, 1973
- Pakeha subtecta Forster & Wilton, 1973
- Pakeha tecta Forster & Wilton, 1973

## Publication originale
- Forster & Wilton, 1973 : The spiders of New Zealand. Part IV. Otago Museum Bulletin, vol. 4, p. 1-309.